# Pondicheri
Pondicheri ou Pondicherri (em francês: Pondicherry, /pɒndɪˈtʃɛri/; em inglês: Puducherry, /pʊdʊˈtʃɛri/) é um território da união situado no sul da Índia. Tem um total de 492 km² e 973.829 habitantes. É formado pela cidade de Pondicheri em si (293 km²), que faz, a leste, fronteira com a Baía de Bengala e, a oeste, norte e sul, com o estado de Tamil Nadu; por Karaikal (160 km²), que fica a 150 km ao sul de Pondicheri; por Mahé (9 km²), na Costa de Malabar, em Kerala; e por Yanam (30 km²), situado no distrito de Godavari Oriental, no Andra Pradexe.
Esses territórios foram possessão francesa entre o século XVII e 1954. Foram organizados como território da união em 1 de Julho de 1963.

## História
Um lugar que testemunhou muitas batalhas atrozes entre ingleses e franceses, Pondicheri foi capital da Índia francesa até o Tratado de Cessão de Territórios, assinado entre a Índia e a França em 1956. Os franceses administraram o território por 300 anos, sendo, hoje, tido como um monumento vivo da cultura francesa na Índia.
As origens de Pondicheri remontam aos tempos de santo Agastya, o adorado sábio do sul. Havia uma povoação romana perto de Pondicheri há uns 2 000 anos, o que foi comprovado por uma escavação em torno da cidade.

## Influência francesa

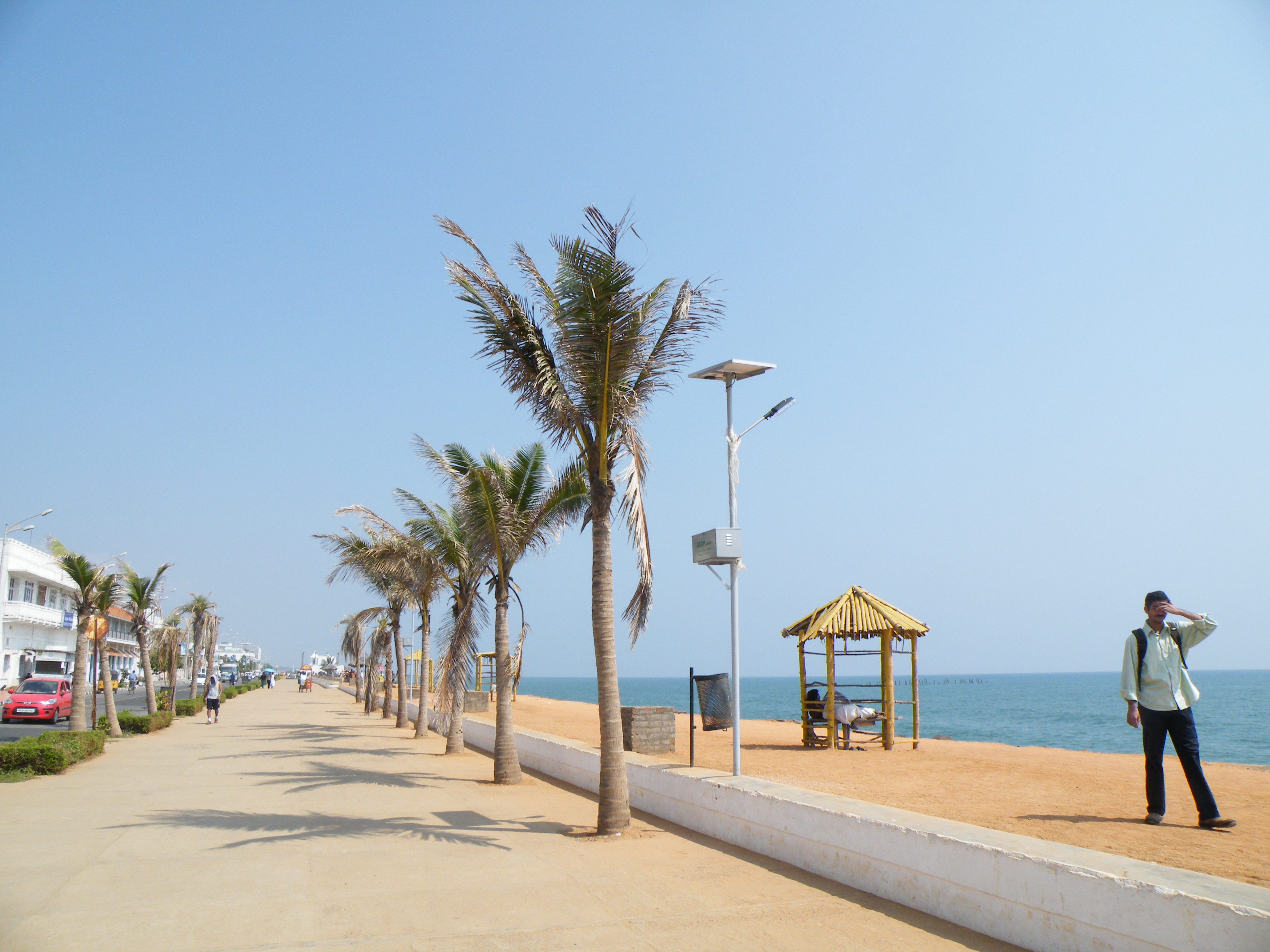
O passeio à beira-mar em Pondicheri é muito buscado por turistas

A agora restaurada e atraente ex-colônia francesa exala um ar mediterrâneo em virtude de suas ruas arborizadas, elegantes casas coloniais, jardins ornamentais e casarios de amplas varandas. Por ser um pequeno enclave cercado por Tâmil Nadu, absorveu a cultura tâmil, misturado-a com um leve mas persistente toque da civilização francesa. 
A língua francesa ainda é bem falada, pelo menos na Alliance Française, e as casas à beira-mar, assim como as ruas pavimentadas, lembram mais uma velha e descontraída cidade no sul da França do que uma cidade da atual Índia. 
Os festivais de Pondicheri diferem dos outros do restante da Índia em virtude da influência francesa que ainda persiste, com a Masquerade sendo um popular festival de máscaras, durante o qual pessoas brilhantemente vestidas e mascaradas dançam ruas afora ao som de trompetes e acordeões. Às vésperas do dia da Tomada da Bastilha, mais comumente conhecido como o Dia National da França, soldados aposentados marcham pelas ruas em finos trajes de guerra, cantando tanto o hino indiano como o francês.

## Auroville
Fora a agradável atmosfera e profusão de restaurantes, o que mais atrai visitantes a Pondicheri é o ashram de Sri Aurobindo e a Cidade do Amanhecer, mais conhecida como Auroville, a dez quilômetros de Pondicheri. O ashram foi fundado por Sri Aurobindo no ano de 1926, o que deu a Pondicheri uma adicional reputação internacional. 
É um lugar multicultural único, que combina ioga e ciência moderna com a melhora da qualidade de vida em todos os aspectos.

## Galeria

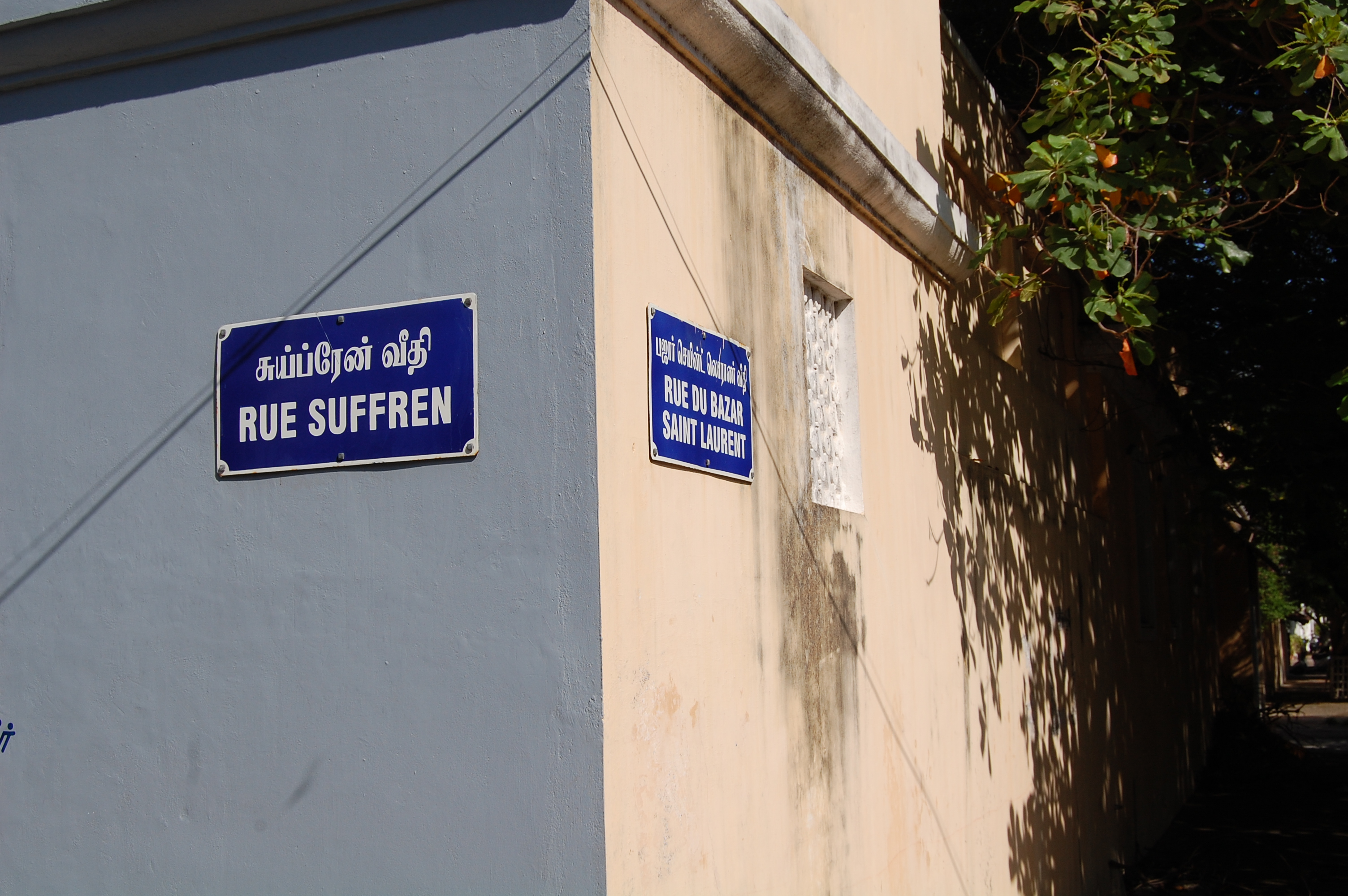
Placas de rua: resquício da influência francesa
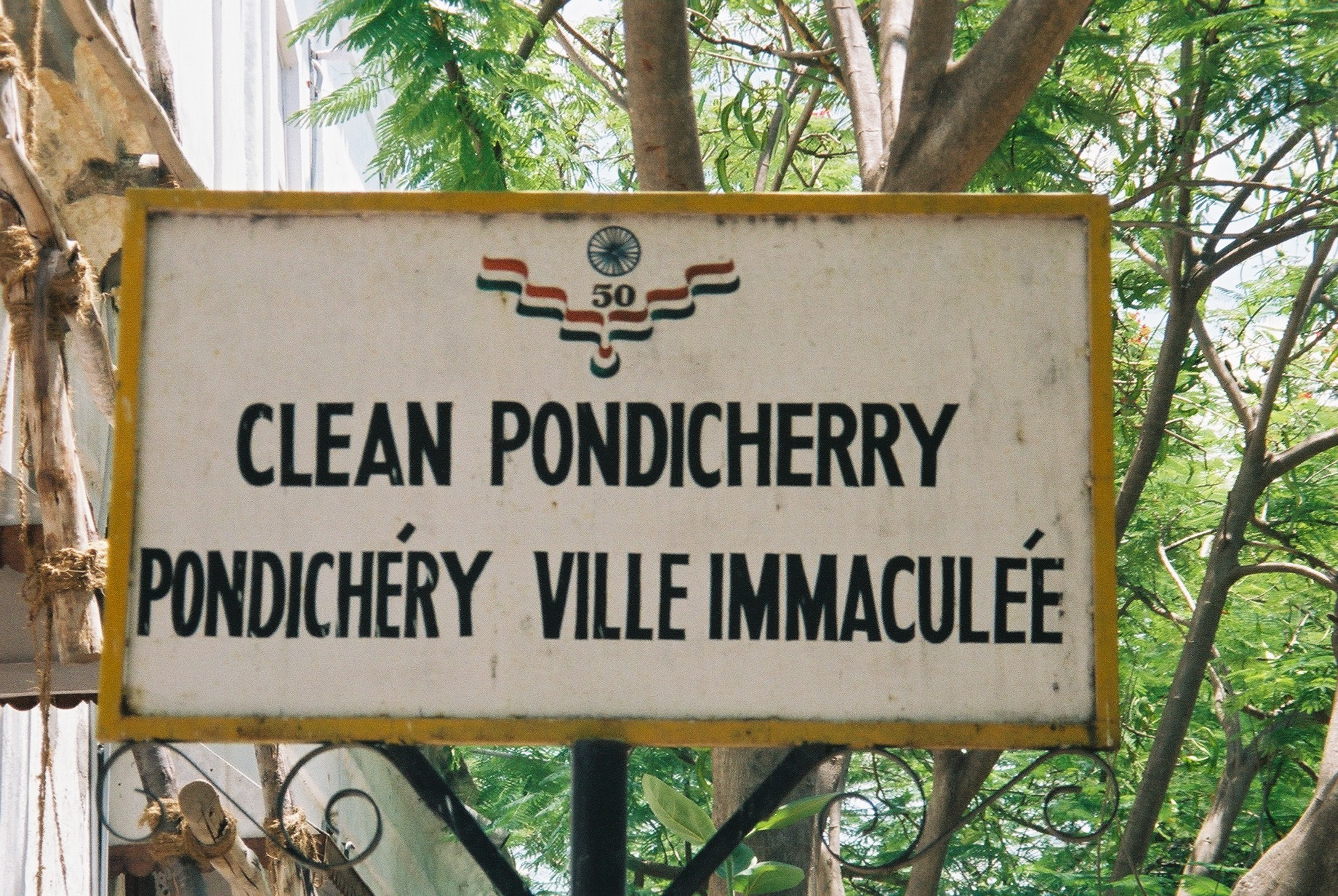
Placa em Pondicheri em inglês e em francês
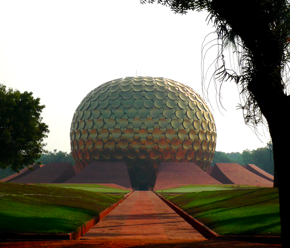
O Matrimandir, estrutura metálica no meio de Auroville
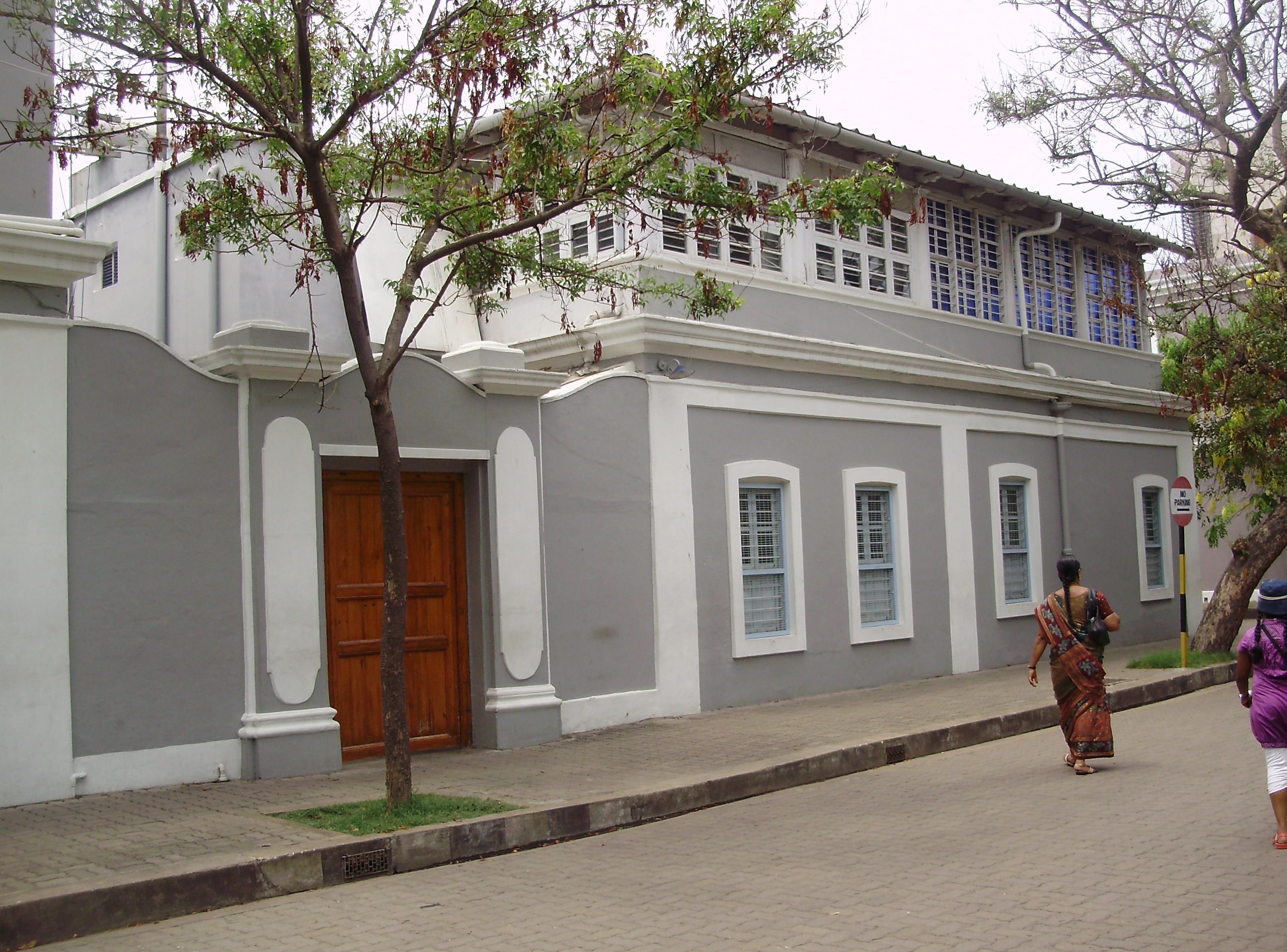
O ashram de Sri Aurobindo
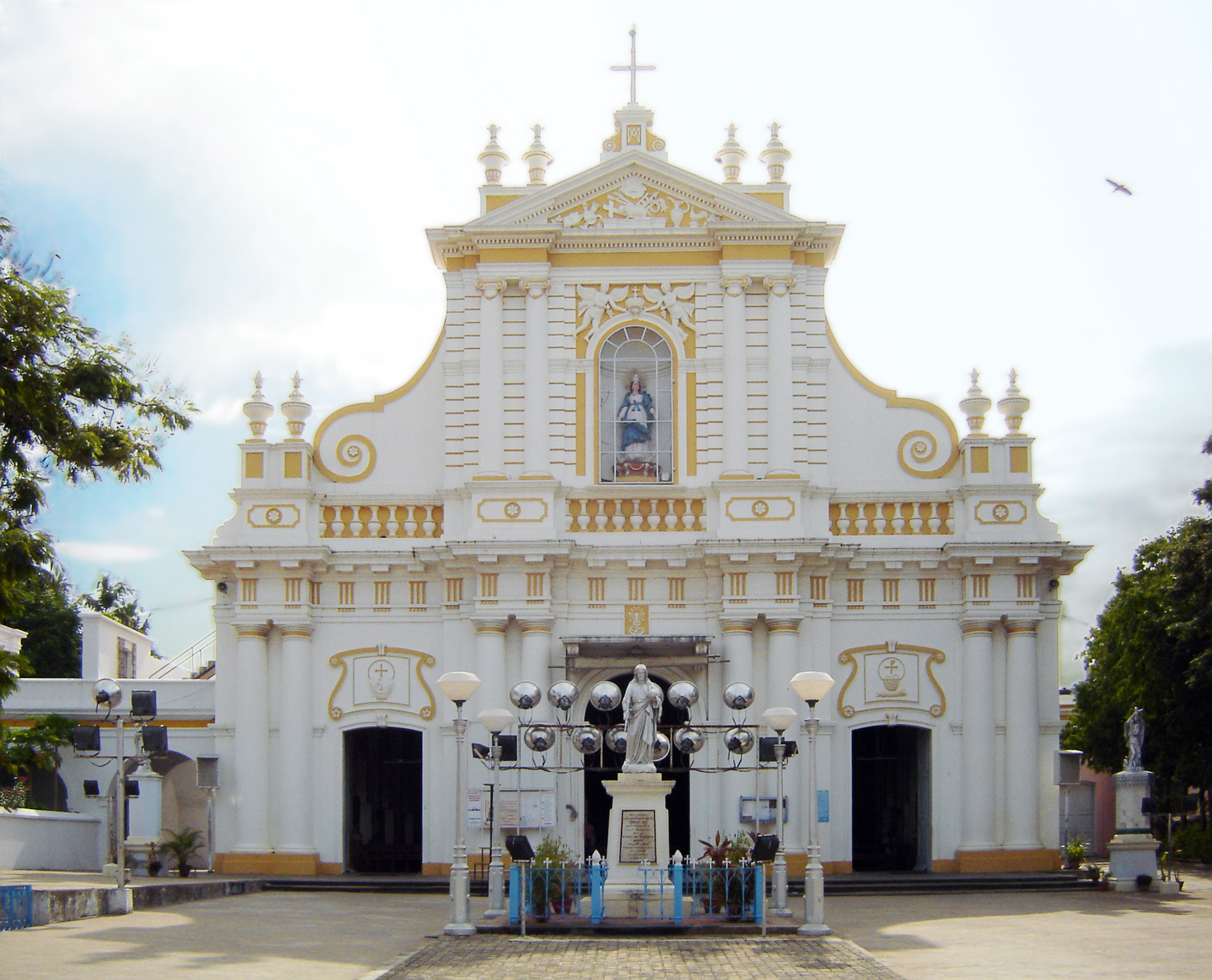
A catedral de Nossa Senhora da Imaculada Conceição
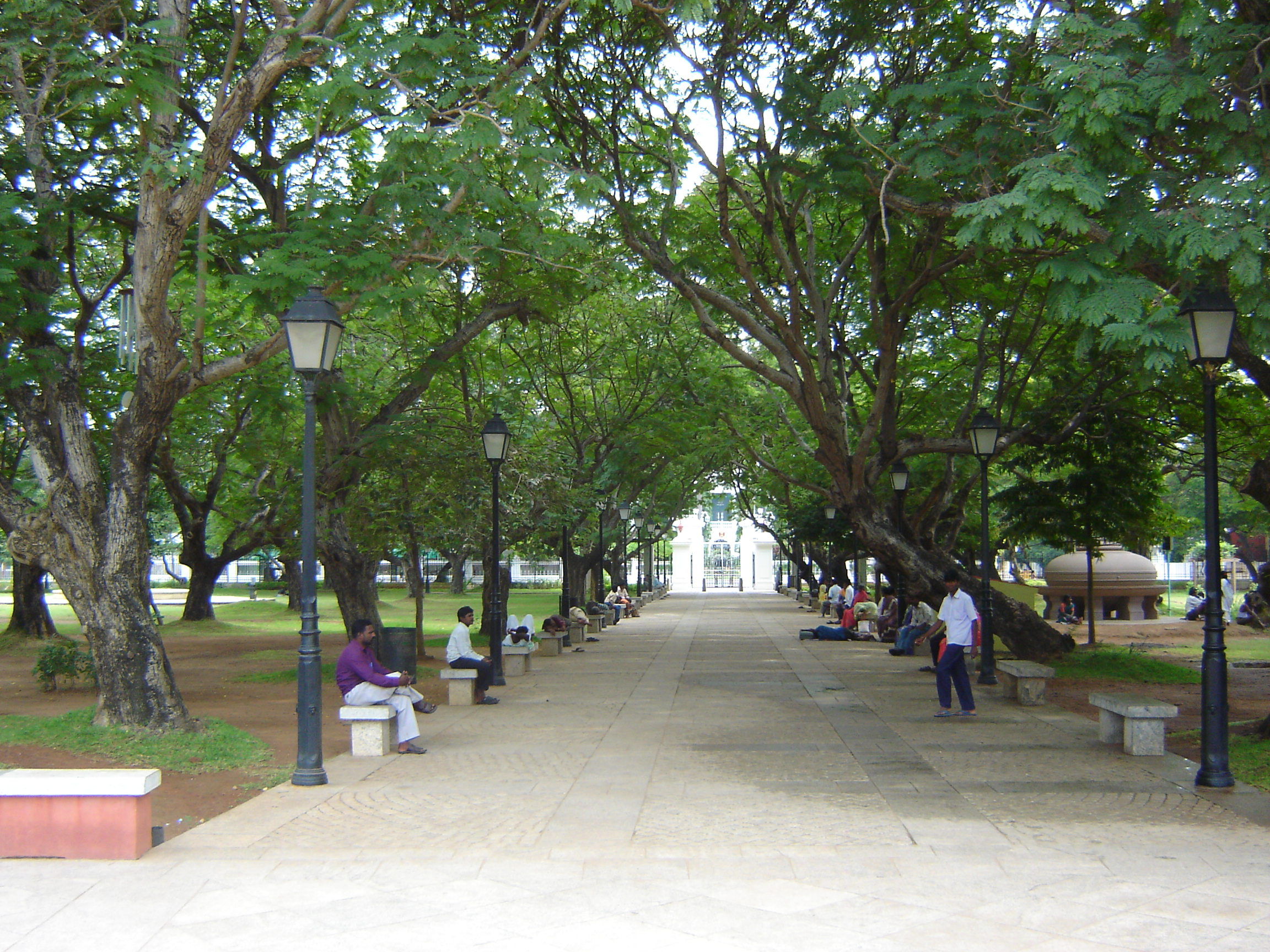
Parque Barati (Parque do Governo)